# Reisebüro Wöhrle
Die Reisebüro Wöhrle GmbH (auch bekannt als Reise mit Wöhrle (Eigenschreibweise: REISE MIT WÖHRLE) oder Friedrich Wöhrle GmbH, Omnibusverkehr Wöhrle GmbH) ist ein deutsches Busverkehrsunternehmen sowie Reisebüro und Reiseveranstalter mit Sitz in Oberderdingen im baden-württembergischen Landkreis Karlsruhe. Das Unternehmen betreibt vierzehn Linien im Karlsruher Verkehrsverbund und drei im Verkehrsverbund Pforzheim-Enzkreis. Neben Linienfahrten bietet das Unternehmen auch Dienste in der Organisation von Reisen an, so zum Beispiel das Vermieten von Reisebussen an Privatkunden oder Firmen.

## Geschichte
Friedrich und Gertrud Wöhrle gründeten 1945 die Firma Wöhrle GmbH als Reparaturbetrieb von Landmaschinen und Autos. Später kamen selbst zusammengebaute LKWs und ein amerikanischer Bus hinzu, der jedoch keine Innenausstattung besaß. Somit baute man selbstständig Holzbänke ein und begann damit, die Mitarbeiter der Oberderdinger Industriebetriebe, Sonntags-Ausflügler und Vereine zu transportieren.
Im Jahr 1953 Übernahm Wöhrle GmbH die Brettener Firma Brettener Hundle, wodurch sich der Fuhrpark um sechs Omnibusse erweiterte. 1968 begann der Bau einer Omnibushalle, welche auch eine eigene Waschanlage und Werkstatt besaß. Im Jahr 1980 wurde eine zweite

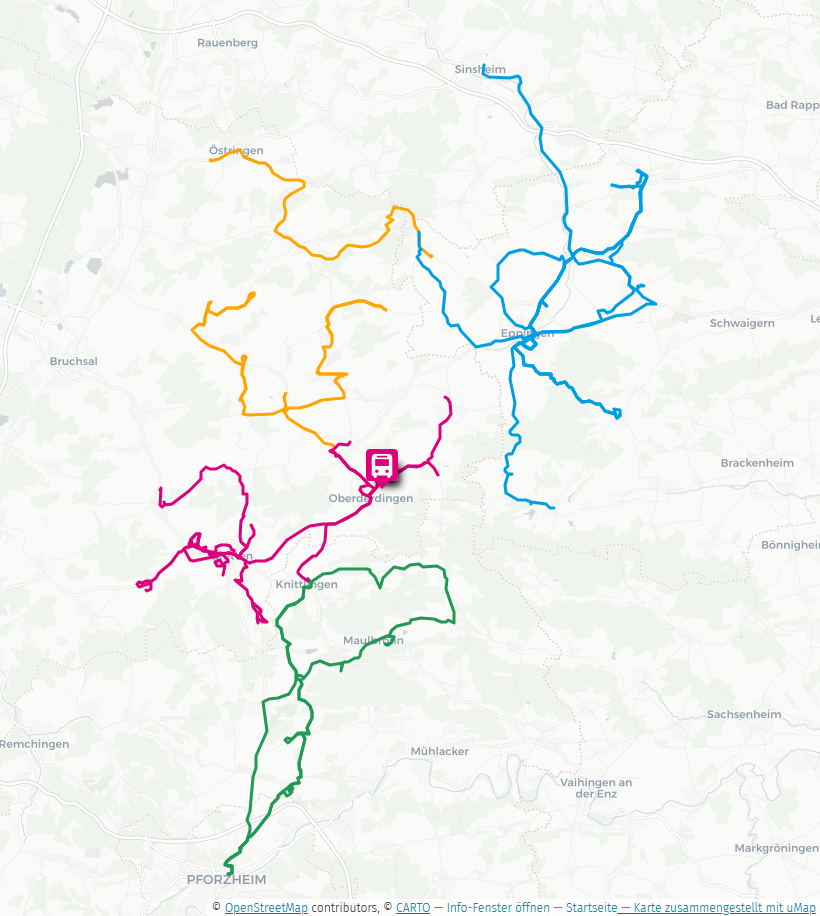
Linienverkehre von REISE MIT WÖHRLE ab 2026

Omnibushalle gebaut, welche eine Fläche von 1.800 m², eine Werkstatt mit Ersatzteillager, eine automatische Waschanlage, einen Maschinenraum, einen Fahrdienstraum mit Funkanlage, Aufenthalts- und Büroräume sowie Sozialräume besaß.
Seit den 1990er Jahren erweiterte die Firma ihren Fuhrpark. So übernahm die Firma im Jahre 1994 den ersten Niederflurlinienbus im Raum Bretten. 2007 wurde der erste Bus nach Euro-5-Abgasnorm in Betrieb genommen.
Durch die KraichtalBus GbR wird gemeinsam mit Hassis das Linienbündel Kraichtal betrieben.
Zum Fahrplanwechsel am 10. Dezember 2023 wurde der Verkehr auf einer neuen Kleinbuslinie 149 zwischen Gochsheim und Oberderdingen zur Verknüpfung der Linien S4 und S32, wie auch auf dem gewonnenen, zuvor von Südwestbus betriebenen, Linienbündel Maulbronn/Knittlingen, aufgenommen. Für letzteres wurden neue Busse des Types Citaro beschafft, davon sieben Solobusse sowie ein Gelenkbus, allesamt in der Überlandausstattung und mit Teppichboden.
Für den Stadtbus Bretten wurde, blickend auf die Neuvergabe der Leistungen im Dezember 2025, bereits zum Fahrplanwechsel am 15. Dezember 2024 ein neues Betriebskonzept eingeführt. Durch die neue Nummerierung – 14X sind seither ausschließlich Regionalbusse um Bretten, 16X sind die neuen Nummern für den Bereich „Stadtbus Bretten“ – lassen sich die Linien klar trennen. Die bisherige Linie 147 (Kleinbus Gölshausen – Bahnhof – St. Johann) erhält in Gölshausen eine Verlängerung des Fahrweges und in Bretten einen anderen Fahrweg mit der Linie 160. Beinahe unverändert verkehrt die 141 (Bretten - Gondelsheim) als 161 mit einer Verlängerung in Gondelsheim. Der östliche Teil Rinklingens wird durch die neue 162 bedient, welche eine Schlaufe vom Bahnhof über Rinklingen und Diedelsheim zum Bahnhof fährt, was die 146 ablöst. Schulfahrten der 142 nach Dürrenbüchig werden nun durch die 162s bedient. Diedelsheim erhält nun einen direkten Anschluss an den Bahnhof Bretten mit der 163, welche die 146 (Bahnhof – Diedelsheim – Rinklingen – Bahnhof) ablöst. Ruit wird, wie bereits vor der Umstellung der Linie 141 in 2022, mit der Linie 164 wieder über Wanne mit dem Bahnhof verbunden. Mit Durchbindungen der Linien 161–162 sowie 163–164 wird für alle Ortsteile eine umstiegsfreie Verbindung in die Innenstadt ermöglicht.
Mit der eigens dafür firmierten GHW Bus GmbH („Gross-Hütter-Wöhrle“) wurde von Juni bis Dezember 2024 der Ersatzverkehr der Kraichgaubahn, während des zweigleisigen Ausbaus zwischen Schwaigern und Leigarten, bestritten. Für diesen Zweck wurden durch Wöhrle sieben Gelenkbusse angeschafft, von denen sich heute noch drei im Fuhrpark finden.
Bei der Ausschreibung des Linienbündel Leintal ging Wöhrle als wirtschaftlichster Bieter für das Los „Eppingen“ hervor. Damit werden zum 1. Januar 2026 die Linien 673 Eppingen - Richen (bisher Müller), 674 Eppingen - Kleingartach (bisher Müller), 675 Eppingen - Elsenz (ab 2029, bis da hin SWEG Sinsheim), 676 Eppingen - Zaberfeld (bisher BB Omnibusverkehr (Durchführung Stuber)), 678 Schulbusverkehre Bockschaft/Ittlingen/Kirchardt/Sinsheim (bisher SWEG Sinsheim), sowie der OnDemand-Verkehr in Eppingen und Schwaigern übernommen.

## Linienübersicht
Das Unternehmen betreibt ausschließlich Regionalbuslinien, darunter auch die einzigen Buslinien im Stadtbezirk Oberderdingen. Das Reisebüro Wöhrle betreibt derzeit (Stand 10. Dezember 2023) die folgenden 17 Linien im Karlsruher Verkehrsverbund:
| Liniennummer | Route                                                                                                 |
| ------------ | --- |
|              | Gebiet des Karlsruher Verkehrsverbundes (KVV)                                                         |
| 134          | Östringen - Odenheim - Tiefenbach - Eichelberg - Elsenz                                               |
| 135          | Neuenbürg - Oberöwisheim                                                                              |
| 136          | Oberacker - Münzesheim                                                                                |
| 137          | Bahnbrücken Ort - Bahnbrücken                                                                         |
| 138          | Landshausen - Menzingen                                                                               |
| 139          | Landshausen - Menzingen - Bahnbrücken - Gochsheim - Oberacker - Münzesheim - Oberöwisheim - Neuenbürg |
| 143          | (Bahnbrücken - Gochsheim -) Flehingen - Oberderdingen - Großvillars - Knittlingen                     |
| 144          | Bretten - Großvillars - Oberderdingen - Kürnbach                                                      |
| 145          | Flehingen (- Großvillars) - Oberderdingen - Kürnbach - Sulzfeld (- Zaisenhausen)                      |
| 149          | Gochsheim - Flehingen - Oberderdingen                                                                 |
| 160          | Gölshausen - Hausertal - Bretten Bahnhof - Rechbergklinik - St. Johann                                |
| 161          | Gondelsheim - Neibsheim - Büchig - Bretten                                                            |
| 162          | Bretten - Rinklingen - Diedelsheim - Bretten                                                          |
| 162s         | Dürrenbüchig - Diedelsheim                                                                            |
| 163          | Bretten - Diedelsheim - Bretten                                                                       |
| 164          | Bretten - Wanne - Ruit - Wanne - Bretten                                                              |
|              | Gebiet des Verkehrsverbundes Pforzheim-Enzkreis (VPE)                                                 |
| 706          | Maulbronn - Zaisersweiher (- Schützingen )- Diefenbach - Freudenstein/Hohenklingen - Knittlingen      |
| 734          | Pforzheim (- Bauschlott) - Kieselbronn - Dürrn - Ölbronn - Kleinvillars - Knittlingen                 |
| 735          | Pforzheim - Kieselbronn - Dürrn - Ölbronn - Maulbronn West - Maulbronn                                |

Ehemalige Linien:
| Liniennummer | Route                                                          | Übernahme                |
| ------------ | -------------------------------------------------------------- | ------------------------ |
|              | Gebiet des Karlsruher Verkehrsverbundes (KVV)                  |                          |
| 141          | Gondelsheim - Neibsheim - Büchig - Bretten - Ruit              | 12/2024 in Linie 161/164 |
| 142          | Dürrenbüchig - Diedelsheim                                     | 12/2024 in Linie 162s    |
| 146          | Bretten Wanne - Bahnhof - Rinklingen - Diedelsheim             | 12/2024 in Linie 162/163 |
| 147          | Gölshausen - Bretten Hausertal - Bahnhof - Klinik - Im Brückle | 12/2024 in Linie 160     |

Anmerkungen:
1. ↑  Die Linie 144 wurde von SüdwestBus übernommen
2. ↑  Die Linie wurde zum Fahrplanwechsel 2023/2024 eingeführt
3. ↑  Der Linienweg wurde im Jahr 2022 verkürzt
4. ↑  Die Linie wurde im Jahr 2022 eingeführt